# شکسته‌بال‌ها
شکسته‌بال‌ها (نام علمی: Clastoptera) نام یک سرده از تیره شکسته‌بالان است.